# Instituto Estadual Carlos Gomes
O Instituto Estadual Carlos Gomes (IECG), também conhecido como Conservatório Carlos Gomes (CCG), é um conservatório e escola de música pública do estado brasileiro do Pará fundado em 1895, situado no município paraense de Belém, administrado pela Fundação Carlos Gomes e ligada a Universidade do Estado do Pará.
Sendo uma das mais antigas instituições públicas de ensino musical em atividade no Brasil e, a segunda instituição do gênero fundada no país, antecedida pelo Imperial Conservatório de Música na cidade carioca do Rio de Janeiro.

## História

### Primeira fase

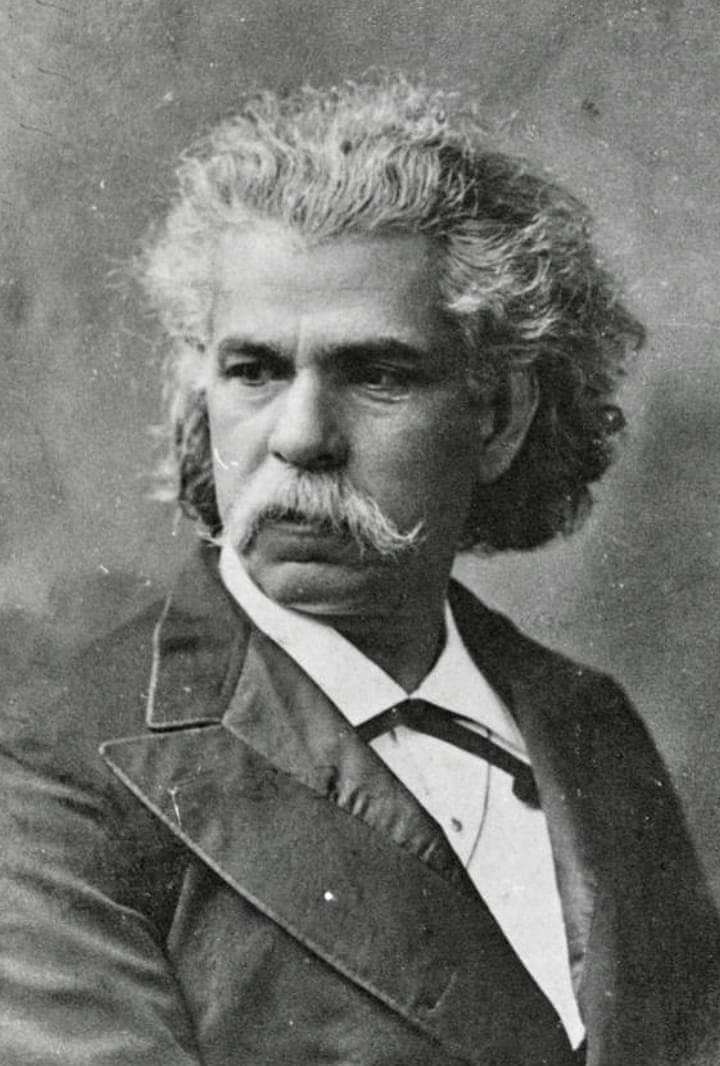
O compositor Carlos Gomes, primeiro diretor do conservatório.

Fundado em 24 de fevereiro de 1895, o conservatório foi uma das primeiras instituições do gênero criada no Brasil com o Imperial Conservatório de Música (1841), Instituto de Música da Bahia (1897) e, o Conservatório Dramático e Musical de São Paulo (1904).
A instalação do Conservatório de Música do Pará ocorreu alguns meses antes do compositor  Carlos Gomes se estabelecer na cidade. Após sua última estada em Belém, em 1895, e o grande sucesso de suas óperas encenadas no Theatro da Paz, Carlos Gomes foi convidado pelo então governador Lauro Sodré a viver na cidade e assumir a direção do conservatório de música. O compositor então foi à cidade italiana de Milão (região da Lombardia) para desfazer-se de seus pertences, retornando à Belém em abril 1896, assumindo a direção do conservatório até sua morte, em 16 de setembro do mesmo ano.
Em 1897, o governador Lauro Sodré entrou em acordo com a Associação Paraense Propagadora das Bellas Artes e transformou o conservatório, até então criado e mantido por esta entidade, em um estabelecimento público, denominado Instituto Carlos Gomes (Lei 525/1897).
Após Carlos Gomes, outros renomados maestros assumiram a direção do conservatório: Enrico Bernardi, José Cândido Gama Malcher, Octávio Meneleu Campos e Paulino Chaves. Nesta primeira fase, o conservatório estava localizado no edifício que atualmente é sede da Academia Paraense de Letras.
No dia 13 de janeiro de 1908 o então governador Augusto Montenegro extinguiu o instituto (Decreto 1 544). Demitindo: o diretor Paulino Chaves, professores e funcionários do conservatório, sob alegação de contenção de gastos, pois, para o funcionamento de uma escola de música aos moldes europeus, eram necessários altos investimentos.

### Segunda fase
Mesmo burocraticamente extinto, o Instituto Carlos Gomes continuou existindo fora da administração pública. Os ex professores, estudantes e músicos permaneceram em Belém, formando uma resistência. Surgiram escolas de música dos professores Meneleu Campos, Paulino Chaves, entre outros com o objetivo de contribuir para a formação de artistas na cidade.
Neste período destaca-se a criação da Escola Carlos Gomes, fundada em 1915 por Antonia Rocha de Castro, que adotou o mesmo regimento do extinto conservatório. Antônia Rocha era musicista formada no Instituto Carlos Gomes em sua fase inicial. Sua iniciativa, somada com outras escolas e outros professores, foi fundamental para que o ensino musical em Belém continuasse, bem como a existência, ainda que informal, do Instituto Carlos Gomes nos anos que se seguiram.
Em 1929, o Instituto Carlos Gomes foi reativado no então governo de Eurico de Freitas Valle com o apoio do senador Antônio de Almeida Faciola, que havia integrado o corpo docente do conservatório em sua primeira fase. Para tanto, os músicos Ettore Bosio, José Domingues Brandão e Cincinato Ferreira de Souza, acompanhados do professor João Pereira de Castro, se organizaram e conseguiram apoio da sociedade objetivando a reativação do conservatório. Em 10 de julho de 1929, em reunião no Theatro da Paz com o governador Eurico Valle, foi definida a recriação do conservatório.
Em 11 de julho, dia do nascimento de Carlos Gomes, a instituição foi reinaugurada conforme ata lavrada no dia anterior, estabelecendo-se provisoriamente nas dependências da Escola Noturna Cypriano Santos, situada na avenida Arcipreste e tendo como diretor Ettore Bosio. Antônia Rocha de Castro transferiu todos alunos da Escola Carlos Gomes para o novo Instituto.
Posteriormente, em 1930, através da Lei 2852 o então governador Eurico de Freitas Valle, seguindo do Decreto Nº 38 do interventor Joaquim Magalhães Cardoso Barata, transforma o conservatório em estabelecimento de ensino público estadual. Ficando subordinado à Secretaria de Estado de Educação e Saúde Pública do Pará, passou a seguir integralmente os programas adotados no Instituto Nacional de Música (Rio de Janeiro).
No ano de 1931 a instituição passa para uma nova sede, situada à avenida Nazaré, nº 527, próximo do Conjunto Arquitetônico de Nazaré.
Ettore Bosio exerceu a função de diretor da instituição até seu falecimento, em 1936. O cargo foi sucedido pelo professor de História e Estética da Música João Pereira de Castro, que passou a exercer a direção administrativa do Instituto até 1943. Ao seu lado, no cargo de diretora artística, ficou a professora Helena Souza.
Em 1938 foi assinado um contrato entre o Instituto Carlos Gomes e o Conservatório Brasileiro de Música, fundado por Lorenzo Fernández. A partir de então, foi instituída a validade dos diplomas emitidos pelo ICG, equiparando-os aos diplomas emitidos pelo CBM.
Em 1 de outubro de 1945 o Instituto Carlos Gomes foi instalado em sua sede definitiva na avenida Gentil Bittencourt, 977. O local era a antiga residência do médico Eládio Lima, advogado e naturalista.

Em 1955, o então governador Alexandre Zacarias de Assumpção regulamentou a instituição como Conservatório Carlos Gomes (Decreto 1 041), ficando subordinado à Secretaria de Estado de Educação e Cultura (SEDUC), seguindo os programas da Escola Nacional de Música da Universidade do Brasil. A partir de então, os cursos de piano, violino e canto, passaram a emitir diplomas de grau superior.

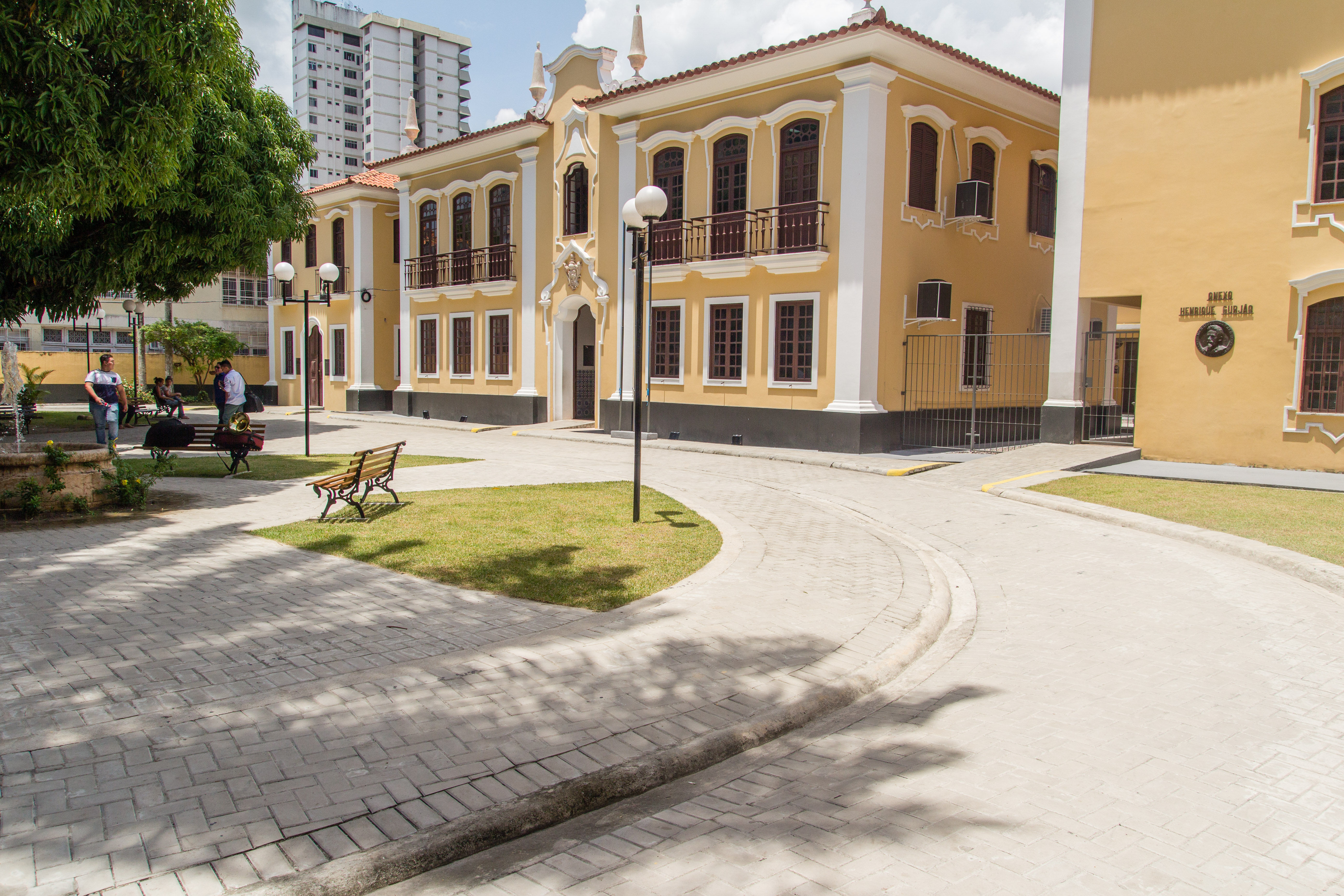
Atual sede do Instituto Estadual Carlos Gomes.

Em 1986, foi criada a Fundação Carlos Gomes (FCG) na gestão do então governador Jader Barbalho, ficando o conservatório administrado e mantido financeiramente por esta instituição. A partir de então, o conservatório passa a se chamar Instituto Estadual Carlos Gomes e a FCG desenvolve ações nos campos da educação musical formal e não-formal, performances musicais e projetos sociais por meio de convênios com instituições de caráter público e privado. É a instituição responsável pela política cultural musical do Pará.
Com mais de 120 de tradição, atualmente o Instituto Estadual Carlos Gomes oferece cursos regulares de música em quatro modalidades: musicalização, fundamental, técnico profissionalizante e superior (bacharelado), além de cursos livres.